# روی ال-آسپارتات
روی ال-اسپارتات (به انگلیسی: Zinc L-aspartate) با فرمول شیمیایی C8H12N2O8Zn یک ترکیب شیمیایی با جرم مولی ۳۲۹٫۵۹۸۴۸ گرم بر مول است. شکل ظاهری این ترکیب، پودر بلورین سفید است.